# برشاوشان متناسق
برشاوشان متناسق (الاسم العلمي:Adiantum concinnum) هو نوع من النباتات يتبع جنس البرشاوشان من الفصيلة الديشارية.